# Lavabit
Lavabit é um serviço de e-mail criptografado de código aberto fundado em 2004. Acredita-se que tenha sido usado pelo ex-consultor da inteligência americana Edward Snowden para trocar mensagens enquanto estava refugiado no Aeroporto de Moscou. Em 8 de agosto de 2013 o serviço de correio eletrônico suspendeu suas operações após o governo federal dos Estados Unidos ordenar que o Lavabit entregasse suas chaves privadas Secure Sockets Layer (SSL) a fim de permitir a espionagem do e-mail de Edward Snowden. Ladar Levison, proprietário, desenvolvedor e operador do Lavabit, disse que foi forçado a tomar a difícil decisão de encerrar o provedor de e-mail, mas em 2017 o serviço de correio eletrônico foi relançado e voltou a ser disponibilizado com criptografia de ponta a ponta.

## Dark Internet Mail Environment (DIME)
Ladar Levison anunciou em 20 de janeiro de 2017 que o Lavabit começaria a operar novamente usando o novo Dark Internet Mail Environment (DIME), que é uma plataforma de criptografia de e-mail de ponta a ponta projetada para ser mais resistente à vigilância. O novo Lavabit é construído com o padrão DIME e é feito para criptografar o e-mail e sua transmissão, incluindo metadados como o assunto do e-mail e dados do destinatário e do remetente.
O novo Lavabit opera em três modos de criptografia: Trustful, Cautious e Paranoid — cada um desses lida com o armazenamento de criptografia e chaves privadas de modo diferente. Por exemplo, o modo Paranoid significa que os servidores do Lavabit nunca armazenam as chaves privadas do usuário e permite que o usuário acesse seu e-mail através de um único dispositivo de cada vez, sendo necessário transferir a chave de segurança digital de um aparelho para o outro manualmente quando for ler as mensagens em uma máquina diferente.